# دنیس تومالا
دنیس تومالا (انگلیسی: Denis Thomalla؛ زادهٔ ۱۶ اوت ۱۹۹۲) یک بازیکن فوتبال اهل آلمان است.
از باشگاه‌هایی که در آن بازی کرده‌است می‌توان به باشگاه فوتبال هافنهایم، لخ پوزنان، آر.بی. لایپزیگ و باشگاه فوتبال هایدنهایم اشاره کرد.